# The Truthful Liar
The Truthful Liar er en amerikansk stumfilm fra 1922 af Thomas N. Heffron.

## Medvirkende
- Wanda Hawley som Tess Haggard
- Guy Edward Hearn som David Haggard
- Charles A. Stevenson som Harvey Mattison
- Casson Ferguson som Arthur Sinclair
- Lloyd Whitlock som Larry Steffens
- George Siegmann som Mark Potts